# 伯吉斯希爾
伯吉斯希爾（i/ˌbɜːdʒəs ˈhɪl/）是位於英國中薩塞克斯的一個城市。據2011年人口普查，該市有人口30,635人。

## 友好城市
- 法國 阿布维尔